# Les Challenges Marche Verte
As Les challenges Marche Verte (em português: Os campeonatos da Marcha Verde) é o nome de três carreiras ciclistas profissionais de um dia, agrupadas baixo um mesmo nome comum, que se disputam em Marrocos, durante três dias consecutivos.
Criadas em 2010 todas elas estão enquadradas dentro do UCI Africa Tour, dentro da categoria 1.2 (última categoria do profissionalismo). Devido a uma mudança de datas a edição de 2011 não se disputou como inicialemnte se disputaram no mês de novembro e a partir de 2012 passaram a se disputar em fevereiro.

## Carreiras
Desde os seus inícios denominaram-se da mesma maneira disputando-se na mesma ordem:
- G. P. Sakia El Hamra[1]
- G. P. Oued Eddahab[2]
- G. P. Al Massira[3]

## Palmarés

### G. P. Sakia El Hamra
| Ano  | Ganhador             | Segundo           | Terceiro           |
| ---- | -------------------- | ----------------- | ------------------ |
| 2010 | Mouhssine Lahsaini   | Adil Jelloul      | Tarik Chaoufi      |
| 2011 | Não se disputou      | Não se disputou   | Não se disputou    |
| 2012 | Tarik Chaoufi        | Abdelati Saadoune | Mouhssine Lahsaini |
| 2013 | Essaïd Abelouache    | Reda Aadel        | Anass Aït El Abdia |
| 2014 | Essaïd Abelouache    | Ismail Ayoune     | Adnane Aarbia      |
| 2015 | Salah Eddine Mraouni | Essaïd Abelouache | Abdelati Saadoune  |
| 2016 | Não se disputou      | Não se disputou   | Não se disputou    |
| 2017 | Ahmed Amine Galdoune | Umberto Marengo   | Mattia De Mori     |
| 2018 | Não se disputou      | Não se disputou   | Não se disputou    |
| 2019 | Hermann Keller       | Batuhan Özgür     | Muhammed Atalay    |

### G. P. Oued Eddahab
| Ano  | Ganhador          | Segundo              | Terceiro                 |
| ---- | ----------------- | -------------------- | ------------------------ |
| 2010 | Abdelati Saadoune | Adil Jelloul         | Mohammaed Said El Amouri |
| 2011 | Não se disputou   | Não se disputou      | Não se disputou          |
| 2012 | Andris Smirnovs   | Tarik Chaoufi        | Soufiane Haddi           |
| 2013 | Adil Jelloul      | Ismail Ayoune        | Essaïd Abelouache        |
| 2014 | Mouhcine Lahsaini | Abdelati Saadoune    | Ismail Ayoune            |
| 2015 | Essaïd Abelouache | Salah Eddine Mraouni | Anass Aït El Abdia       |
| 2016 | Não se disputou   | Não se disputou      | Não se disputou          |
| 2017 | Ivan Balykin      | Jacob Tipper         | Ahmet Örken              |
| 2018 | Não se disputou   | Não se disputou      | Não se disputou          |
| 2019 | Jason Oosthuizen  | Batuhan Özgür        | Hermann Keller           |

### G. P. Al Massira
| Ano  | Ganhador            | Segundo              | Terceiro             |
| ---- | ------------------- | -------------------- | -------------------- |
| 2010 | Tarik Chaoufi       | Abdelatif Saadoune   | Ismail Ayoune        |
| 2011 | Não se disputou     | Não se disputou      | Não se disputou      |
| 2012 | Ismail Ayoune       | Essaïd Abelouache    | Adil Jelloul         |
| 2013 | Ismail Ayoune       | Anass Aït El Abdia   | Reda Aadel           |
| 2014 | Aleksandar Aleksiev | Diego Bevilacqua     | Andrea Trovato       |
| 2015 | Abdelati Saadoune   | Salah Eddine Mraouni | Anass Aït El Abdia   |
| 2016 | Não se disputou     | Não se disputou      | Não se disputou      |
| 2017 | Ahmet Örken         | Mounir Makhchoun     | Salah Eddine Mraouni |
| 2018 | Não se disputou     | Não se disputou      | Não se disputou      |
| 2019 | Gustav Basson       | Ahmet Örencik        | Adil El Arbaoui      |

## Palmarés por países
| País     | Vitórias |
| -------- | -------- |
| Marrocos | 6        |
| Alemanha | 1        |

| País          | Vitórias |
| ------------- | -------- |
| Marrocos      | 4        |
| Letônia       | 1        |
| Rússia        | 1        |
| África do Sul | 1        |

| País          | Vitórias |
| ------------- | -------- |
| Marrocos      | 4        |
| Bulgária      | 1        |
| Turquia       | 1        |
| África do Sul | 1        |

## Estatísticas
| Corredor          | Vitórias |
| ----------------- | -------- |
| Essaïd Abelouache | 3        |
| Tarik Chaoufi     | 2        |
| Mouhcine Lahsaini | 2        |
| Ismail Ayoune     | 2        |
| Abdelati Saadoune | 2        |

| País          | Vitórias |
| ------------- | -------- |
| Marrocos      | 14       |
| África do Sul | 2        |
| Letônia       | 1        |
| Bulgária      | 1        |
| Rússia        | 1        |
| Turquia       | 1        |
| Alemanha      | 1        |